# Jogos Olímpicos de Verão de 2032
Jogos Olímpicos de 2032 (em inglês: 2032 Summer Olympics), oficialmente conhecidos Jogos da XXXV Olimpíada, mais comumente Brisbane 2032, serão um evento multiesportivo realizado entre 23 de julho e 8 de agosto de 2032, em Brisbane na Austrália.
A escolha da cidade-sede, Brisbane, foi anunciada como preferida pela primeira vez em 24 de fevereiro de 2021, e obteve a aprovação formal da Junta Executiva do COI em 10 de julho de 2021. Brisbane tornou-se a primeira cidade anfitriã dos Jogos Olímpicos segundo os novos procedimentos de concurso, e a primeira a ganhar sem oposição desde Los Angeles 1984. A cidade foi anunciada pelo COI como anfitriã em 20 de julho de 2021, pouco antes do início dos Jogos Olímpicos de Tóquio.
É a terceira vez que a Austrália recebe uma edição de Olímpiadas de Verão, depois dos jogos de 1956 e 2000 em Melbourne e Sydney, e a segunda vez que os Jogos Olímpicos de Verão acontecerão na estação inverno do hemisfério sul (as edições anteriores na Austrália aconteceram na primavera local). 

## Processo de escolha
O novo processo de licitação do COI foi aprovado na 134.ª Sessão do COI em 24 de junho de 2019 em Lausanne, Suíça. As principais propostas, impulsionadas pelas recomendações relevantes da Agenda Olímpica 2020, são:
- Estabelecer um diálogo permanente e contínuo para explorar e criar interesse entre cidades / regiões / países e Comitês Olímpicos Nacionais para qualquer evento olímpico;
- Criar duas Comissões Anfitriãs Futuras (Jogos de Verão e Inverno) para supervisionar o interesse em eventos olímpicos futuros e reportar ao conselho executivo do COI;
- Dê mais influência à Sessão do COI, fazendo com que membros não executivos façam parte das Comissões Anfitriãs do Futuro.

O COI também modificou a Carta Olímpica para aumentar sua flexibilidade, removendo a data de eleição de 7 anos antes dos jogos e mudando a cidade-sede como uma cidade de uma única cidade / região / país para várias cidades, regiões ou países.
A mudança no processo licitatório foi criticada pelos integrantes da licitação alemã como "incompreensível" e difícil de superar "em termos de não transparência".

### As Futuras Comissões que anfitriarão as Olimpíadas de Verão
A composição completa das Comissões de verão, visam supervisionar os anfitriões interessados ou com anfitriões em potencial onde o COI possa desejar criar interesse, é a seguinte:
| Membros do COI (6) | Outros membros (4)                                                                                           |
| --- | --- |
| - Kristin Kloster Aasen (presidente) - Dick Pound - Li Lingwei - Mikee Cojuangco-Jaworski - Luis Mejía Oviedo - Filomena Fortes | - Sarah Walker ( atletas ) - Francesco Ricci Bitti ( ASOIF ) - Paul Tergat ( NOCs ) - Andrew Parsons ( IPC ) |

### Estágios de diálogo
De acordo com os termos de referência da Comissão Futura com regras de conduta, o sistema novo de licitação do COI é dividido em 2 fases de diálogo:
- Diálogo Contínuo: Discussões não compromissadas entre o COI e as partes interessadas (cidade / região / país / CON interessados em sediar) sobre a hospedagem de futuros eventos olímpicos;
- Diálogo direcionado: Discussões direcionadas com uma ou mais partes interessadas (chamadas de Anfitrião (s) Preferencial (is)), conforme instruído pelo Conselho Executivo do COI. Isso segue uma recomendação da Future Host Commission como resultado do Diálogo Contínuo.

### Escolha da sede
Brisbane, capital do estado de Queensland, na Austrália, foi declarada sede dos Jogos Olímpicos de Verão de 2032 no dia 21 de julho de 2021 durante a 138.ª Sessão do COI em Tóquio. A cidade havia sido selecionada em 24 de fevereiro de 2021 pelo COI por apresentar um projeto mais favorável aos jogos. Os primeiros boatos sobre a candidatura da cidade surgiram ainda em 2018, se confirmando em 2019.
| Resultados da votação 138.ª Sessão do COI 21 de julho de 2021, em Tóquio (Japão) |            |       |
| Brisbane                                                                         |            |       |
| Voto                                                                             | Quantidade | %     |
| A favor                                                                          | 72         | 90,00 |
| Contra                                                                           | 5          | 6,25  |
| Abstenção                                                                        | 3          | 3,75  |
| Total                                                                            | 80         | 100   |

Outras candidaturas chegaram a ser anunciadas, mas não avançaram como Amedabade, Jacarta, Doha, Rhine-Ruhr e Madrid.

## Preparação
A partir da escolha da cidade em 2021 como sede dos Jogos Olímpicos de Verão de 2032, Brisbane tem 11 anos para se preparar para os jogos. A candidatura de Brisbane baseou-se na premissa de que mais de 80% dos locais necessários para sediar os jogos já eram infraestruturas existentes. Um estudo de viabilidade de 2019 sugeriu que seriam necessários mais de A$900 milhões de financiamento estadual e federal para sediar os jogos. A licitação recebeu apoio do governo federal em 2019.

### Construção e reformas de locais
Em abril de 2021, a Premier de Queensland, Annastacia Palaszczuk, afirmou que o Brisbane Cricket Ground (coloquialmente conhecido como "o Gabba") passaria por uma reforma de aproximadamente US$ 1 bilhão para servir como estádio principal se Brisbane fosse premiado com os Jogos, sob os quais o estádio será " totalmente demolido" e reconstruído para uma capacidade de 50.000 pessoas. Também seria construída uma nova praça de pedestres, que foi proposta como local para festividades públicas durante os Jogos. Em setembro de 2021, Ted O'Brien - MP do LNP de Queensland e enviado especial recém-nomeado para Brisbane 2032 - argumentou que a reconstrução foi anunciada sem consulta, explicando que "o problema era que estávamos vendendo uma proposta para o Olímpico Internacional Comitê sobre as 'novas normas'; nenhum investimento grande, novo, chamativo e brilhante", e que "tivemos muito trabalho para recuperar com o COI para garantir que eles não pensassem que estávamos lhes dizendo uma coisa e planejando para fazer outra coisa."
Em fevereiro de 2023, os governos estadual e federal chegaram a um acordo sobre a reconstrução de Brisbane no valor de US$ 7 bilhões para os Jogos, liderada pela mencionada reconstrução de Gabba (cujo custo foi aumentado para US$ 2,7 bilhões, pago inteiramente pelo estado) e pelo Brisbane Live. A histórica East Brisbane State School seria demolida e realocada devido ao projeto Gabba. Em agosto de 2023, o projeto começou a enfrentar dúvidas sobre seu custo, especialmente depois que o estado de Victoria retirou a organização dos Jogos da Commonwealth de 2026 devido a preocupações com custos; Matt Carroll, do Comitê Olímpico Australiano, disse a um comitê do Senado que o COI não recomenda a construção de infraestrutura exclusivamente para as Olimpíadas, e que os inquilinos existentes do Gabba (incluindo Cricket Australia e os Brisbane Lions da AFL) continuariam sendo o "uso principal" do estádio após sua conclusão.
Em dezembro de 2023, o prefeito Adrian Schrinner retirou seu apoio ao projeto Gabba, afirmando que Brisbane 2032 tinha "se tornado mais uma questão de estádios superfaturados do que a promessa de soluções de transporte vitais". Queensland anunciou planos para um estádio com 20.000 lugares no Brisbane Showgrounds a um custo de US$ 137 milhões, com a intenção de usá-lo como local temporário para os inquilinos do Gabba enquanto está sendo reconstruído.  Schrinner, que não foi avisado com antecedência sobre o projeto Showgrounds, afirmou que "a tentativa desajeitada e tola do governo estadual de extorquir os contribuintes de Brisbane em dezenas de milhões de dólares para um novo estádio RNA foi a gota d'água."
O novo primeiro-ministro de Queensland, Steven Miles (que assumiu o cargo sem oposição depois que Palaszczuk se aposentou da política)  anunciou que iria instituir uma autoridade de infraestrutura para supervisionar o desenvolvimento dos locais de Brisbane 2032, e que uma revisão independente de seus planos seria liderada por ex-Lord Mayor Graham Quirk e concluído nos próximos 60 dias. Em janeiro de 2024, Miles afirmou que, apesar de seu apoio anterior aos planos do estádio como ministro assistente, ele estava preocupado com o custo de US$ 2,7 bilhões do projeto do estádio, e que "perguntei repetidamente se havia algum outro opções, e todas as opções que foram trazidas de volta custam quantias semelhantes para um resultado pior."
Em 18 de março de 2024, como resultado da revisão independente, Miles anunciou que o projeto Gabba havia sido cancelado e ainda passaria por uma reforma antes dos Jogos, mas não serviria mais como local de cerimônias e atletismo. A revisão recomendou a construção de um novo estádio com 55.000 lugares em Victoria Park como um projeto legado, mas Miles afirmou que esta proposta foi rejeitada devido ao seu custo projetado de US$ 3,4 bilhões. Em vez disso, Miles anunciou que Lang Park (que já estava programado para sediar o rugby sevens e o futebol) serviria como local das cerimônias, e o Queensland Sport and Athletics Centre sediaria o atletismo. Ambos os locais passarão por melhorias antes dos Jogos. A arena Brisbane Live também seria transferida para Roma Street Parkland , em vez de acima da estação ferroviária Roma Street , enquanto os projetos Breakfast Creek Indoor Sports Precinct e Toowoomba Sports Ground também foram descartados. Miles afirmou que queria que Brisbane 2032 fosse um "Jogos de baixo custo" e que "quando os habitantes de Queensland estão lutando com moradia e outros custos, não posso justificar para eles o gasto de US$ 3,4 bilhões em um novo estádio". Caso a decisão fosse definitiva, seria a terceira edição desde os Jogos Olímpicos de Verão de 2016 em que o principal estádio e local das cerimônias não é o mesmo do atletismo, uma vez que o Lang Park foi reservado para as finais do futebol e de todos os eventos do rugby sevens.
Em 29 de outubro de 2024, após a vitória dos Liberais Nacionais nas eleições estaduais de Queensland, o novo premiê David Crisafulli anunciou que lançaria uma revisão de 100 dias das propostas do estádio, incluindo a reconstrução de Gabba e o estádio Victoria Park, previamente cancelados, bem como novas propostas enviadas por empresas de design. O plano de ter atletismo no QSAC foi descartado. Crisafulli afirmou que queria que a revisão resultasse em "algo de que os habitantes de Queensland se orgulhassem". Em janeiro de 2025, a ex-premiê Annastacia Palaszczuk disse à ABC News que o comitê de revisão havia decidido internamente seguir em frente com o estádio Victoria Park como uma parceria público-privada ; ela argumentou que esta era "uma ideia absolutamente ridícula" e que "vai custar muito mais — mais bilhões e bilhões de dólares que os habitantes de Queensland não têm no momento por causa das pressões do custo de vida".
Em 25 de março, Crisafulli anunciou que o governo estadual seguiria em frente com os planos para um estádio de 63.000 lugares no Victoria Park; o estádio substituirá o Gabba, que será demolido e reconstruído após os Jogos. Ele argumentou que "qualquer outra escolha significaria colocar os interesses do governo à frente dos interesses de Queensland" e sentiu que sediar o atletismo no QSAC teria sido "embaraçoso". Crisafulli se desculpou por quebrar uma promessa de campanha de não construir um novo estádio para as Olimpíadas, afirmando que "eu tenho que assumir isso, e eu farei. Sinto muito, é minha decisão, e eu aceito essa decisão". De acordo com a revisão, o estádio custará cerca de AU$ 3,8 bilhões, embora esse valor ainda não tenha sido confirmado publicamente. O Brisbane Live também foi descartado em favor da construção de um novo centro aquático de 25.000 lugares no Centenary Pool Complex; após os Jogos, a capacidade seria reduzida para 8.000. A arena será transferida para Woolloongabba, em frente ao Gabba, e continuará como um projeto independente "liderado pelo mercado", sem financiamento federal.

### Infraestrutura
Em 2021, Brisbane anunciou que tem muitos projetos de infraestrutura em construção ou planejamento além dos jogos. O Cross River Rail , com conclusão prevista para 2024, é um projeto de ferrovia subterrânea que atravessa o centro de Brisbane, que está em construção. A Cross River Rail verá o desenvolvimento de uma nova linha ferroviária sob o rio Brisbane e a reconstrução de várias estações no distrito comercial central de Brisbane, com um custo de mais de 6 bilhões de dólares australianos. Outros projetos de infraestrutura de transporte incluem o projeto de trânsito rápido de ônibus do metrô de Brisbane, que compreende duas rotas com intervalo de até cinco minutos durante os horários de pico.  O projeto está programado para ser concluído no final de 2024.
O Lord Mayor de Brisbane, Adrian Schrinner, propôs que uma fábrica de vidro de 7 hectares (17 acres) em 137 Montague Rd, South Brisbane, fosse reconstruída em um Centro de Transmissão Internacional de 57.000 m2 ( 613.500 pés quadrados) ao longo das margens do Rio Brisbane.
A principal Vila dos Atletas será construída em Hamilton.

### Locais de competição
Os locais estarão localizados em três zonas no sudeste de Queensland: Brisbane como principal cidade-sede, e áreas vizinhas como a Gold Coast e Sunshine Coast. Outras cinco cidades sediarão as preliminares do futebol, sendo elas: Cairns, Toowoomba e Townsville no estado de Queensland. Melbourne e Sydney - as duas cidades-sede anteriores das Olimpíadas de Verão da Austrália em 1956 e 2000 , respectivamente - também sediarão as eliminatórias do futebol.

## Os jogos

### Esportes
O programa dos Jogos Olímpicos de Verão consiste em esportes "principais" obrigatórios que persistem entre os Jogos e até seis esportes opcionais: os esportes opcionais são propostos pelo comitê organizador a fim de melhorar o interesse local,  desde que o número total o número de participantes não ultrapassa 10.500 atletas.
Vários órgãos sancionadores anunciaram planos para buscar licitações para esportes a serem adicionados aos Jogos Olímpicos de Verão de 2032:
- Em fevereiro de 2021, a Softball Australia, a Baseball Australia e a World Baseball Softball Confederation apoiaram o beisebol/softball para fazer parte dos programas de 2028 e 2032.[38] O CEO da Baseball Australia, Glenn Williams, observou audiências recordes de transmissão de beisebol e softball nos Jogos Olímpicos de Verão de 2020, com o presidente da Softball Australia, Richard Lindell, também apoiando a reintegração dos esportes no programa olímpico principal. Ambas as disciplinas concederam medalhas para a Austrália nas Olimpíadas e um local específico para beisebol no proposto Recinto Esportivo de Breakfast Creek, em Albion, reforçaria sua candidatura.[39] Beisebol/softbol foi selecionado pelo comitê organizador de Los Angeles 2028 para inclusão em seu programa.
- Em julho de 2021, o presidente da International Rugby League (IRL), Troy Grant, afirmou que buscar a liga de rugby para Brisbane 2032 era uma "prioridade" para a organização, com foco particular na liga de rugby nove para as Olimpíadas e na liga de rugby em cadeira de rodas para as Paraolimpíadas.[40]
- Em agosto de 2021, o Conselho Internacional de Críquete (ICC) anunciou o estabelecimento de um grupo de trabalho para perseguir o críquete para os Jogos Olímpicos de Verão de Los Angeles 2028 e/ou Brisbane 2032, incluindo representantes do USA Cricket, do Asian Cricket Council , do England and Wales Cricket Board. (BCE) e Críquete do Zimbábue.[41][42] A oferta também recebeu apoio do Conselho de Controle do Críquete na Índia (BCCI). O críquete é um dos esportes mais populares na Austrália e o Cricket Australia é um dos 12 membros plenos do ICC. O críquete foi selecionado pelo comitê organizador de Los Angeles 2028 para inclusão em seu programa.[43][44]
- Em agosto de 2021, a World Netball anunciou que buscaria a inclusão do netball, com o apoio da Netball Australia. O país ganhou a Copa do Mundo de Netball onze vezes desde a sua criação. A candidatura enfrenta um obstáculo potencial da actual política de paridade de género do COI: o netball masculino não recebe o mesmo nível de atenção pública que o futebol feminino.[45]
- Em abril de 2024, o comitê organizador se reuniu com uma delegação da World Flying Disc Federation para que esta apresentasse sua intenção de incluir um desporto de disco em Brisbane 2032.[46]
- Em abril de 2024, a Trail Running Association of Queensland (TRAQ) iniciou seu plano de dez anos para promover a corrida em trilha para se tornar um esporte olímpico. Na mesma época, uma campanha da Merrell foi lançada com um revezamento de 455 km de Londres (sede dos Jogos Olímpicos de Verão de 2012) e de Paris (sede dos Jogos Olímpicos de Verão de 2024).[47]
- Em abril de 2024, a Federação Internacional de Salvamento de Vidas anunciou que estava pressionando para que os esportes que salvam vidas fossem incluídos nos Jogos Olímpicos de Brisbane 2032.[48]
- Em maio de 2024, a Federação Internacional de Toque anunciou sua intenção de realizar o futebol de toque em Brisbane 2032 como um evento misto.[49]
- Em fevereiro de 2025, a Federação Mundial de Karatê (WKF) realizou uma reunião com o Comitê Organizador de Brisbane 2032 para discutir a inclusão do caratê. O caratê fez sua estreia como um esporte opcional em 2020.[50]
- Em maio de 2025, Jason Ferguson, presidente da Associação Mundial de Bilhar e Sinuca Profissional, disse que depois que Zhao Xintong venceu o Campeonato Mundial de Sinuca de 2025, ele acredita que o resultado pode abrir mais portas globalmente para o esporte, e Zhao se tornar o primeiro campeão mundial de sinuca da China pode aumentar as chances da sinuca se tornar um esporte olímpico.[51]

## Direitos de transmissão
- Brasil – Grupo Globo[52]
- Japão – Japan Consortium[53]
- Coreia do Norte – JTBC[54]
- Coreia do Sul – JTBC[54]
- Estados Unidos – NBCUniversal[55]